# Indulf af Skotland
Indulf (skotsk gælisk Idulb mac Causantín) var konge af Skotland fra 954 til 962, skønt der ingen optegnelser findes af hans kroning, hvis der i det hele taget var nogen. Han var søn af kong Konstantin 2. af Skotland og kom på tronen, da hans anden fætter, kong Malcolm 1. af Skotland døde. Navnet Idulb er en gælisering af enten det norrøne Hildulf eller det angelsaksiske navn Eadulf. Idulb blev senere skrevet Indulf under fransk indflydelse.
Indulf giftede sig en gang i løbet af sit liv, men detaljerne er uklare. Der findes ingen optegnelser over dato og sted, desuden er hustruens navn også ukendt. Han fik tre sønner som alle døde for sværd i forskellige anledninger.